# Eustomias obscurus
Eustomias obscurus és una espècie de peix de la família dels estòmids i de l'ordre dels estomiformes.
Els adults poden atènyer fins a 22,5 cm de longitud total. És un peix marí i d'aigües profundes que viu entre 20-1.900 m de fondària que es troba a l'Atlàntic oriental (des de Portugal –incloent-hi les Illes Açores– fins a Guinea, i, també, des de la República Democràtica del Congo fins a Namíbia) i a l'Atlàntic occidental (des dels Estats Units fins a Cuba, i, també, davant les costes de Puerto Rico i del Brasil).